# Lenterode
Lenterode is een gemeente in de Duitse deelstaat Thüringen, en maakt deel uit van de Landkreis Eichsfeld.
Lenterode telt 317 inwoners.